# Дом незнакомцев
«Дом незнакомцев» (англ. House of Strangers) — американский чёрно-белый фильм нуар с элементами драмы режиссёра Джозефа Л. Манкевича, премьера которого состоялась в 1949 году.
В основу фильма положен роман Джерома Вейдмана «Я никогда туда больше не пойду» (1941). Впоследствии по этому роману были также поставлены вестерн «Сломанное копьё» (1954) и драма из цирковой жизни «Большое шоу» (1961).
За игру в этом фильме Эдвард Г. Робинсон был удостоен премии лучшему актёру на Каннском кинофестивале 1949 года.

## Сюжет
Джино Монетти (Эдвард Г. Робинсон) — итало-американский банкир, чьи методы работы привели к ряду уголовных обвинений. Трое из четырёх сыновей Монетти, недовольные его линией поведения, ни в какую не соглашаются помогать ему, когда тот попадает под суд. Старший сын Джо (Лютер Адлер) берёт под контроль управление банком, а его братья Тони (Ефрем Цимбалист-младший) и Пьетро (Валя Валентинофф) принимаются ему помогать. Макс (Ричард Конте) — адвокат, единственный из сыновей, преданный отцу — пытается подкупить присяжного, чтобы помочь ему, но его лишают адвокатского статуса и отправляют за решётку.
Отсидев семь лет в тюрьме, Макс возвращается на родину. Он обосновывается в районе Нью-Йорка Маленькая Италия, и первым же делом наведывается в банк отца, где руководящие должности занимают его братья, которые фактически и отправили Макса в тюрьму. Чтобы хоть как-то расположить брата к себе, они предлагают ему крупную денежную сумму, однако тот выбрасывает её в мусорную корзину и отправляется к матери (Эстер Минчотти).
Макс проведывает и возлюбленную Айрин Беннетт (Сьюзан Хэйворд). Он рассказывает ей о своих планах мести родным братьям, на что Айрин пытается образумить его и говорит, что единственное наследство, которое оставил ему отец — ненависть. Последним местом назначения Монетти становится родной дом, где на него накатывают воспоминания, после воспроизведения которых он окончательно задумывает устранить братьев.
Тем временем, братья догадываются, что Макс не оставит их в покое, и Джо приказывает Пьетро ликвидировать его. При этом, однако, Джо оскорбляет младшего брата, и Пьетро решает встать на сторону Макса. Последний вовремя спасает Джо от гнева Пьетро, напоминая ему о том, что если тот убьет брата, то поступит так, как хотел бы их отец. Макс понимает, что слепая месть не поможет в этом случае, и покидает город вместе с Айрин.

## В ролях
| Актёр              | Роль           |
| ------------------ | -------------- |
| Ричард Конте       | Макс Монетти   |
| Эдвард Г. Робинсон | Джино Монетти  |
| Сьюзан Хэйворд     | Айрин Беннетт  |
| Лютер Адлер        | Джо Монетти    |
| Пол Валентайн      | Пьетро Монетти |

| Актёр                   | Роль            |
| ----------------------- | --------------- |
| Ефрем Цимбалист-младший | Тони Монетти    |
| Дебра Пэйджет           | Мария Доменико  |
| Хоуп Эмерсон            | Хелена Доменико |
| Эстер Минчотти          | Тереза Монетти  |
| Дайана Дуглас           | Элейн Монетти   |
| Тито Вуоло              | Лукка           |

## Создатели фильма и исполнители главных ролей
Сценарист фильма Филлип Йордан дважды номинировался на Оскар за сценарии гангстерской драмы «Диллинджер» (1945) и нуаровой полицейской процедурной драмы «Детективная история» (1951) и был удостоен Оскара за сценарий к фильму «Сломанное копьё» (1954). Другими известными фильмами нуар по сценариям Йордана стали «Большой ансамбль» (1955) и «Тем тяжелее падение» (1956).
Режиссёр Джозеф Манкевич был одним из самых успешных голливудских кинодеятелей 1940-50-х годов, завоевав как режиссёр и сценарист четыре Оскара и удостоившись номинаций ещё на пять Оскаров. Наиболее известны его популярные мелодрамы «Призрак и миссис Мьюр» (1947) и «Письмо трём женам» (1949, Оскар за сценарий и режиссуру), драмы «Всё о Еве» (1950, Оскар за сценарий и режиссуру) и «Внезапно, прошлым летом» (1959), шпионский триллер «Пять пальцев» (1952, номинация на Оскар за режиссуру), а также фильмы нуар «Где-то в ночи» (1946) и «Выхода нет» (1950, номинация на Оскар за сценарий). В последующие годы Манкевич получил ещё две престижные номинации как режиссёр: в 1964 году — номинацию на Золотой глобус за историческую драму «Клеопатра» (1963) и в 1973 году — номинацию на Оскар за детектив «Игра на вылет» (1972).
Одна из самых ярких звёзд фильма нуар, Эдвард Г. Робинсон сыграл во многих классических фильмах этого жанра, среди них «Двойная страховка» (1944), «Женщина в окне» (1944), «Улица греха» (1945), «Чужестранец» (1946) и «Ки Ларго» (1948). Ричард Конте также был одним из самых востребованных нуаровых актёров, в списке его работ роли в таких значимых фильмах нуар, как «Звонить Нортсайд 777» (1948), «Плач большого города» (1948), «Воровское шоссе» (1949), «Водоворот» (1949), «Спящий город» (1950), «Синяя гардения» (1953) и «Большой ансамбль» (1955).
Сьюзен Хэйворд была одной из самых титулованных актрис Голливуда, она четырежды номинировалась на Оскар как лучшая актриса в главной роли. Номинации и награды принесли ей преимущественно биографические фильмы — антиалкогольная драма «Катастрофа: история женщины» (1947), драма о певице-инвалиде «С песней в моём сердце» (1952) и биопик о бродвейской звезде «Я буду плакать завтра» (1955, где она играла вместе с Конте), завоевав наконец Оскар за главную роль в основанной на документальном материале нуаровой драме «Я хочу жить!» (1958). К числу других заметных работ Хэйворд относятся мелодрама по рассказу Джерома Дэвида Сэлинджера «Моё глупое сердце» (1949, номинация на Оскар) и фильмы нуар «Среди живущих» (1941), «Крайний срок на рассвете» (1946) и «Они не поверят мне» (1947).

## Оценка критики
Кинокритик Босли Кроутер сразу после выхода фильма написал о нём в «Нью-Йорк таймс» следующее: В «Доме незнакомцев» собран столь отвратительный выводок гадюк, который, скорее можно встретить в гангстерской картине или, возможно, в фильме о джунглях. Действительно, он очень сильно напоминает фильм гангстерского типа, и не только по характеру персонажей, но и по соответствующей разработке сюжета. Во-первых, там есть «Папа» Монетти, итало-американский банкир из нижнего Ист-сайда, который самостоятельно поднялся до вершин власти и богатства с помощью беспредельного ростовщичества. Затем есть Макс Монетти, его младший, но любимый сын, который циничен, безжалостен и крут, во многом напоминая своего отца. Затем есть ещё Джо, самый старший сын, низкий и трусливый тип, и, наконец, Пиетро и Тони, слабые и глупые младшие сыновья. Все эти красавцы внешне занимаются более или менее респектабельными делами в юридической и банковской сфере, но на самом деле проводят жизнь в бесконечной грызне, ссорах и стычках. «Папа» Монетти — это тиран, который обращается со своими обиженными сыновьями с той же своевольной властностью, как и со своими клиентами. Со всеми, кроме Макса. Он портит Макса. И Макс, будучи независимым парнем, наслаждается этим и пользуется этим. В этом кроется главная проблема.
Как беспощадное и выразительное разоблачение образа жизни итало-американских нуворишей, этот фильм, поставленный Джозефом Манкевичем и основанный на романе Джерома Вейдмана, имеет свои бесспорные увлекательные моменты. Картина с семейными встречами в кошмарно вульгарном доме на спальной окраине, где «Папа» слушает музыку на граммофоне, а «Мама» суетится вокруг спагетти для банды сыновей, невесток и прочих, несёт ощущение подлинности происходящего. Точно также, ведение «Папой» дел с бедняками Ист-сайда и его самонадеянные наскоки на своих отпрысков показаны объёмно и убедительно. Эдвард Г. Робинсон, как обычно, играет живо и красочно, создавая образ грубого деспота с сицилийским диалектом, а Пол Валентайн, Лютер Адлер и Ефрем Цимбалист хороши в ролях его слабых сыновей. Соответственно Ричард Конте играет Макса с отчётливо выраженным чувством превосходства над ними. А мистер Манкевич знает, как добиться результата в постановке.
Но как это часто бывает со многими картинами, результативность этих усилий рушится из-за надуманности сюжета и непоследовательности в изображении персонажей. Образ старого отца как тирана в значительной степени искажён частыми указаниями на его щедрость и доброжелательность. Трудно воспринимать его как чудовище, чего предполагает логика повествования. А Макс, который в начале показан как человек, готовый на хладнокровную месть, неожиданно становится добряком после часа размышлений. Точно также, девушка, которую Макс считает очаровательной, и которая играет большую роль в его жизни, является удивительно неопределённым существом, что касается её личности. То она ведёт себя как гедонистка, жаждущая наслаждений, то как невинная девственница, и каждый раз, как хамелеон, приспосабливается под сюжетные потребности. В исполнении Сьюзен Хэйворд, она внешне выглядит отлично — и это всё, что можно сказать. И эти моменты, в конце концов, превращают «Дом незнакомцев» в карточный домик.
Журнал «Variety» отметил, что несмотря на довольно слабое название, «Дом незнакомцев» — это сильная картина. Эдвард Г. Робинсон играет нью-йоркского итальянского банкира, который сменил профессию парикмахера на ростовщика, когда понял, какую высокую прибыль приносит это дело. История рассказывает о ненависти трёх сыновей к отцу из-за его непоколебимого характера и угнетающего и подавляющего их поведения. Четвёртый сын (Ричард Конте), адвокат с собственным офисом в банке, близок с отцом. Заботливо и достоверно показана домашняя жизнь типичной старомодной итальянской семьи, которая противопоставлена молодому поколению. Робинсон особенно ярок в сценах, когда осознаёт, что три его сына отвернулись от него, и когда завещает четвёртому сыну отомстить им. Конте играет отлично, а Сьюзен Хэйворд замечательно исполняет роль светской красавицы.
Журнал «Time Out» охарактеризовал фильм как историю патриархального итало-американского банкира и междоусобной борьбы, вызванной его попытками господства над четырьмя своими сыновьями. «Намного более мрачный, чем большинство фильмов Манкевича, в действительности это практически нуар. Повествование ведётся в его любимой форме флэшбека, становясь своего рода исповедальным воспоминанием, исследующим неоднозначность человеческих побуждений… Фильм отличает потрясающая актёрская игра (Конте, Робинсона и Адлера) и даже превосходящая её операторская работа Милтона Краснера с прекрасным световым решением и чётким выстраиванием кадра».
Кинокритик Деннис Шварц в 2004 году отметил стильную режиссёрскую работу Джозефа Манкевича и мрачный сценарий Филипа Йордана, который он же переработал пять лет спустя в вестерн «Сломанное копьё». Манкевич рассказывает мелодраматическую историю о мести в патриархальной семье итало-американского банкира и о её наполненном ненавистью распаде… Это горькая психологическая семейная драма, в которой жизнью семьи движет ненависть, а не любовь. Макс — неоднозначный герой, единственный в картине истинно нуаровый персонаж, который понёс наказание за верность своему отцу, и одновременно тот, кто отказался от практики прошлых лет и традиционалзма ради этики Нового света. Великолепная игра Конте, Робинсона и Адлера поднимают эту обыкновенную мелодраму на более высокий уровень.
Крейг Батлер на сайте Allmovie охарактеризовал «Дом незнакомцев» как «стильную и мощную, но в конечном итоге, не вполне удовлетворяющую семейную драму, сильными сторонами которой стал квартет первоклассных исполнителей и стильная и уверенная постановочная работа Джозефа Манкевича. Хотя Манкевич и не указан как разработчик сценария, тем не менее, он несёт многие характерные черты его авторского почерка, такие как продолжительный флэшбек, острые, раскрывающие личности персонажей диалоги, и некоторая склонность к излишним пояснениям». Эта последняя черта вредит «Незнакомцам», особенно, в конце. Всё осложняет то обстоятельство, что ключевая перемена во взглядах главного героя приходит из ниоткуда; он делает то же, что делал сотни раз и ранее, но по какой-то причине, но именно на этот раз что-то заставляет его совершить разворот на 180 градусов. Конечно, на его решение влияет вовлечённость в дело его подружки, однако ранее его это останавливало, и требуется более серьёзная мотивация. К счастью, доминирующее присутствие Эдварда Г. Робинсона, спокойствие и сила Ричарда Конте, создание сложного и богатого оттенками психологического образа Сьюзен Хэйворд и елейный оппортунизм Лютера Адлера «помогают преодолеть недостатки сценария и сделать „Незнакомцев“ хорошим, если не великолепным фильмом».